# فیروزکنده علیا
فیروزکنده علیا، روستایی از توابع بخش رودپی شهرستان ساری در استان مازندران ایران است.

## جمعیت
این روستا در دهستان رودپی شرقی قرار داشته و بر اساس آخرین سرشماری مرکز آمار ایران که در سال 1395 صورت گرفته، جمعیت آن 1284 نفر (412 خانواده) بوده‌است.